# 粗球黴菌

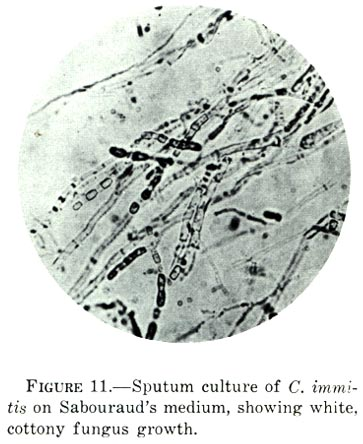
在沙鮑弱氏瓊脂上培養粗球黴菌，出現白色，棉花狀的菌絲

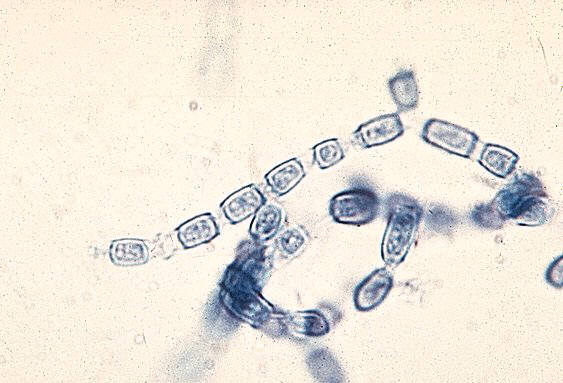
呈現90度分枝和厚壁桶狀的關節孢子與空胞交替的菌絲

粗球黴菌（學名：Coccidioides immitis）又稱粗球孢子菌，是一種生長在土壤中的致病真菌，可造成人類感染，分布於美國西南部、墨西哥北部以及西半球一些其他的地區。
此病原真菌在人體上(37ºC以上溫度)是以cyst或spherule型態存在，但在37ºC以下則以菌絲(mold)型態存在(dimorphism)。
Coccidioides immitis為無性時期之學名，因為尚未發現其有性時期，經由DNA之分析證實其歸類於此。
經由吸入其大量分生孢子(arthrospore)，造成肺部之感染，有類似感冒之症狀，嚴重時會蔓延到其他器官及骨骼。
Arthrospore在肺部發展為多核之spherule，此spherule內部經cleavage產生endospore (如下圖)。
此病原存在於鹼性、沙質土壤中，沙塵爆後常會大發生，對於時常需翻動土壤者易罹患此病，如建築工人、農夫、考古學家。